# Annika Suthe
Annika Suthe (ur. 15 października 1985 w Mettingen) – niemiecka lekkoatletka, która specjalizowała się w rzucie oszczepem.
W 2004 roku uczestniczyła w igrzyskach olimpijskich - wynik 58,70 nie dał jej awansu do finału. Wicemistrzyni świata juniorek (2004) oraz młodzieżowa mistrzyni Europy (2005). W 2011 zakończyła karierę sportową. 
Rekord życiowy: 61,38 (23 maja 2004, Halle).

## Osiągnięcia
| Rok  | Impreza                        | Miejsce   | Lokata            | Wynik |
| ---- | ------------------------------ | --------- | ----------------- | ----- |
| 2003 | Mistrzostwa Europy juniorów    | Tampere   | 4. miejsce        | 52,73 |
| 2004 | Mistrzostwa świata juniorów    | Grosseto  | 2. miejsce        | 57,15 |
| 2004 | Igrzyska olimpijskie           | Ateny     | el. - 10. miejsce | 58,70 |
| 2005 | Młodzieżowe mistrzostwa Europy | Erfurt    | 1. miejsce        | 57,72 |
| 2006 | Superliga pucharu Europy       | Málaga    | 5. miejsce        | 59.27 |
| 2006 | Mistrzostwa Europy             | Göteborg  | 8. miejsce        | 58,25 |
| 2007 | Młodzieżowe mistrzostwa Europy | Debreczyn | 2. miejsce        | 57,86 |